# جون مانينغ (لاعب اتحاد الرغبي)
جون مانينغ (بالإنجليزية: John Manning)‏ هو لاعب اتحاد الرغبي أسترالي، (ولد في سيدني في أستراليا 1880  م).